# Гросс, Мэри
Мэ́ри Ма́ргарет Гросс (англ. Mary Margaret Gross; 25 марта 1953, Чикаго, Иллинойс, США) — американская актриса

 и комедиантка.

## Биография
Мэри Маргарет Гросс родилась 25 марта 1953 года в Чикаго (штат Иллинойс, США) в семье дизайнера инструментов Уильяма Оскара Гросса и телефонистки Вирджинии Рут Гросс (в девичестве Кахилл). Имеет корни немецкого, ирландского, английского и шотландского происхождения. Младшая из трех детей. У неё есть старший брат — актёр Майкл Гросс (род. 1947). Посещала Madonna High School.
Наиболее известна четырёхлетним участием в телевизионной программе «Субботним вечером в прямом эфире» с 1981 по 1985 год. Её фирменный знак — мягкий, трепетный голос.

## Избранная фильмография
| Год       |    | Русское название                          | Оригинальное название                        | Роль |
| --------- | -- | ----------------------------------------- | -------------------------------------------- | --- |
| 1981—1985 | с  | Субботним вечером в прямом эфире          | Saturday Night Live                          | Энн Лэндерс Брук Шилдс Рут Вестхаймер Элеонора Рузвельт Джеральдин Ферраро Харриет Нельсон Айрлин Мандрелл Джин Диксон Лина Хорн Лесли Аггамс Маргарет Тэтчер Мэрилин Монро Мэри Харт Мэри Тайлер Мур Нэнси Рейган Пол Рубенс Симона де Бовуар Сьюзан Сомерс |
| 1985      | с  | Непридуманные истории                     | Tales of the Unexpected                      | Женщина на пляже |
| 1986      | ф  | Клуб «Рай»                                | Club Paradise                                | Джеки |
| 1988      | ф  | Психодром                                 | The Couch Trip                               | Вира Мейтлин |
| 1988      | ф  | Просто секс?                              | Casual Sex?                                  | Джуди |
| 1989      | ф  | Рота Беверли-Хиллз                        | Troop Beverly Hills                          | Энни Херман |
| 1992      | с  | Мерфи Браун                               | Murphy Brown                                 | Крис Манхайм |
| 1992      | ф  | Вот такие соседи                          | There Goes the Neighborhood                  | Миссис Брейтсмен |
| 1994      | ф  | Санта-Клаус                               | The Santa Clause                             | Мисс Дэниелс |
| 1994      | ф  | Рождество чокнутых                        | Mixed Nuts                                   | Звонящая по горячей линии |
| 1995      | мс | Настоящие монстры                         | Aaahh!!! Real Monsters                       | Будущая мама / разводчица орхидей |
| 1995      | с  | Лоис и Кларк: Новые приключения Супермена | Lois & Clark: The New Adventures of Superman | Нелл Ньютрич |
| 2001      | с  | Клиент всегда мёртв                       | Six Feet Under                               | инструктор по флористике |